# Макинтош, Уилли
Уи́лли У. Ма́кинтош (англ. Willie W. McIntosh) — шотландский кёрлингист.
В составе мужской сборной Шотландии участник и серебряный призёр чемпионата мира 1961. Команда Уилли Макинтоша участвовала в чемпионате мира после выигрыша ими шотландского клубного чемпионата The Rink Championship в 1961 (до 1962 мужской чемпионат Шотландии не проводился).
Играл на позиции четвёртого, был скипом команды.

## Достижения
- Чемпионат мира по кёрлингу среди мужчин: серебро (1961).

## Команды
| Сезон   | Четвёртый      | Третий         | Второй      | Первый      | Турниры |
| ------- | -------------- | -------------- | ----------- | ----------- | ------- |
| 1960—61 | Уилли Макинтош | Эндрю Макларен | Джим Миллер | Боб Стиррат | ЧМ 1961 |

(скипы выделены полужирным шрифтом)